# Malcolm David Kelley
Malcolm David Kelley va néixer el 12 de maig de 1992 a Belflower, Califòrnia i és actor.
És un actor americà que ha començat des de petit. De moment la seva aparició es remet a algun episodi d'alguna sèrie; però el paper més important de la seva curta carrera és el que està protagonitzant a Lost interpretant a Walter "Walt" Lloyd. Va tenir un paper regular a la primera temporada; mentre que va aparèixer espontàniament a la segona i durant la tercera va aparèixer a l'últim episodi Through the Looking Glass.

## Filmografia
- Judging Amy (2002): Rudy Spruell
- Antwone Fisher (2002): Antwone Fisher
- You Got Served (2004): Lil Saint
- Els cavallers del sud del Bronx (Knights of the South Bronx) (2005): Jimmy Washington
- Lost (2004-2005) (2007): Walter "Walt" Lloyd
- Law & Order: Special Victims Unit (2006): Nathan Phelps
- My Name Is Earl (2006): Alby

## Premis
L'any 2005 va guanyar el Screen Actors Guild Awards al millor conjunt en una sèrie de drama per Lost.